# Atlantic Division (NBA)
Atlantic Division este una dintre cele trei divizii din Conferința de Est a National Basketball Association (NBA). Divizia este formată din cinci echipe: Boston Celtics, Brooklyn Nets, New York Knicks, Philadelphia 76ers și Toronto Raptors. Toate echipele, cu excepția celei din Toronto, se află pe coasta de est a Statelor Unite. Cu toate acestea, echipele sportive din Toronto au dezvoltat rivalități cu echipe din nord-estul Statelor Unite (echipele din Toronto sunt în aceeași divizie cu echipe din Boston în Major League Baseball și National Hockey League, ultima din urmă incluzând și echipă din New York).
Divizia a fost creată la începutul sezonului 1970-1971, când liga s-a extins de la 14 la 17 echipe cu adăugarea echipelor Buffalo Braves, Cleveland Cavaliers și Portland Trail Blazers. Liga s-a reorganizat în două conferințe, Conferința de Vest și Conferința de Est, cu două divizii în fiecare conferință. Atlantic Division  a început cu patru echipe, Celtics, Braves, Knicks și 76ers. Celtics, Knicks și cei 76ers s-au alăturat din Eastern Division.
Celtics a câștigat cele mai multe titluri din Atlantic Division: 22. Nouă campioane ale NBA provin din Atlantic Division. Celtics au câștigat șase campionate, în timp ce Knicks, 76ers și Raptors au câștigat câte un campionat. Toate, cu excepția Knicks din 1972-73, erau campioane ale diviziei. În sezonul 1983-1984, toate cele cinci echipe din divizie s-au calificat pentru playoff. În sezonul 1982-1983, toate echipele din divizie au avut procente mai mari de 50% - câștigând în sezonul regulat mai multe meciuri decât au pierdut. Actuala campioană a diviziei este Toronto Raptors, cel de-al cincilea titlu.

## Echipe
| Echipă                                                                             | Oraș                                                                                      | An           | Din              |
| Echipă                                                                             | Oraș                                                                                      | S-a alăturat | S-a alăturat     |
| ---------------------------------------------------------------------------------- | ----------------------------------------------------------------------------------------- | ------------ | ---------------- |
| Boston Celtics                                                                     | Boston                                                                                    | 1970-1971    | Eastern Division |
| Brooklyn Nets (2012–prezent) New Jersey Nets (1977–2011) New York Nets (1976–1977) | Brooklyn, New York City Piscataway/East Rutherford/Newark, New Jersey Uniondale, New York | 1976-1977    | ABA              |
| New York Knicks                                                                    | New York City                                                                             | 1970-1971    | Eastern Division |
| Philadelphia 76ers                                                                 | Philadelphia                                                                              | 1970-1971    | Eastern Division |
| Toronto Raptors                                                                    | Toronto                                                                                   | 2004-2005    | Central Division |

Notes
- semnifică o echipă care a venit din American Basketball Association (ABA) ca urmare a unei fuziuni.

### Foste echipe
| Echipă                                                                             | Oraș                                | An           | Din              | An        | În                                       | Divizia curentă    |
| Echipă                                                                             | Oraș                                | S-a alăturat | S-a alăturat     | A plecat  | A plecat                                 | Divizia curentă    |
| ---------------------------------------------------------------------------------- | ----------------------------------- | ------------ | ---------------- | --------- | ---------------------------------------- | ------------------ |
| Buffalo Braves (1970-1971–1976-1977, acum Los Angeles Clippers)                    | Buffalo, New York                   | 1970-1971    | —†               | 1976-1977 | Pacific Division (ca San Diego Clippers) | Pacific Division   |
| Charlotte Hornets (1988-1989–2000-2001; 2004-2005–prezent, fost Charlotte Bobcats) | Charlotte, North Carolina           | 1988-1989    | —†               | 1988-1989 | Midwest Division                         | Southeast Division |
| Miami Heat                                                                         | Miami                               | 1989-1990    | Midwest Division | 2003-2004 | Southeast Division                       | Southeast Division |
| Orlando Magic                                                                      | Orlando, Florida                    | 1991-1992    | Midwest Division | 2003-2004 | Southeast Division                       | Southeast Division |
| Washington Wizards (1997-1998–prezent) Washington Bullets (1974-1975–1996-1997)    | Washington, D.C. Landover, Maryland | 1978-1979    | Central Division | 2003-2004 | Southeast Division                       | Southeast Division |

Notes
- † semnifică echipă de expansiune

## Campioanele diviziei
| ^ | A avut sau a egalat cel mai bun palmares în sezonul regulat pentru acel sezon |

| Sezon        | Echipă              | Palmares      | Rezultat play-off                   |
| ------------ | ------------------- | ------------- | ----------------------------------- |
| 1970-1971    | New York Knicks     | 52–30 (63,4%) | Învinsă în Finala pe conferință     |
| 1971-1972    | Boston Celtics      | 56–26 (68,3%) | Învinsă în Finala pe conferință     |
| 1972-1973    | Boston Celtics^     | 68–14 (82,9%) | Învinsă în Finala pe conferință     |
| 1973-1974    | Boston Celtics      | 56–26 (68,3%) | A câștigat Finala NBA               |
| 1974-1975    | Boston Celtics^     | 60–22 (73,2%) | Învinsă în Finala pe conferință     |
| 1975-1976    | Boston Celtics      | 54–28 (65,9%) | A câștigat Finala NBA               |
| 1976-1977    | Philadelphia 76ers  | 50–32 (61,0%) | A pierdut Finala NBA                |
| 1977-1978    | Philadelphia 76ers  | 55–27 (67,1%) | Învinsă în Finala pe conferință     |
| 1978-1979    | Washington Bullets^ | 54–28 (65,9%) | A pierdut Finala NBA                |
| 1979-1980    | Boston Celtics^     | 61–21 (74,4%) | Învinsă în Finala pe conferință     |
| 1980-1981    | Boston Celtics^     | 62–20 (75,6%) | A câștigat Finala NBA               |
| 1981-1982    | Boston Celtics^     | 63–19 (76,8%) | Învinsă în Finala pe conferință     |
| 1982-1983    | Philadelphia 76ers^ | 65–17 (79,3%) | A câștigat Finala NBA               |
| 1983-1984    | Boston Celtics^     | 62–20 (75,6%) | A câștigat Finala NBA               |
| 1984-1985    | Boston Celtics^     | 63–19 (76,8%) | A pierdut Finala NBA                |
| 1985-1986    | Boston Celtics^     | 67–15 (81,7%) | A câștigat Finala NBA               |
| 1986-1987    | Boston Celtics      | 59–23 (72,0%) | A pierdut Finala NBA                |
| 1987-1988    | Boston Celtics      | 57–25 (69,5%) | Învinsă în Finala pe conferință     |
| 1988-1989    | New York Knicks     | 52–30 (63,4%) | Învinsă în Semifinale pe conferință |
| 1989-1990    | Philadelphia 76ers  | 53–29 (64,6%) | Învinsă în Semifinale pe conferință |
| 1990-1991    | Boston Celtics      | 56–26 (68,3%) | Învinsă în Semifinale pe conferință |
| 1991-1992    | Boston Celtics      | 51–31 (62,2%) | Învinsă în Semifinale pe conferință |
| 1992-1993    | New York Knicks     | 60–22 (73,2%) | Învinsă în Finala pe conferință     |
| 1993-1994    | New York Knicks     | 57–25 (69,5%) | A pierdut Finala NBA                |
| 1994-1995    | Orlando Magic       | 57–25 (69,5%) | A pierdut Finala NBA                |
| 1995-1996    | Orlando Magic       | 60–22 (73,2%) | Învinsă în Finala pe conferință     |
| 1996-1997    | Miami Heat          | 61–21 (74,4%) | Învinsă în Finala pe conferință     |
| 1997-1998    | Miami Heat          | 55–27 (67,1%) | A pierdut Finala NBA                |
| 1998-1999[a] | Miami Heat          | 33–17 (66,0%) | Învinsă în Primul tur               |
| 1999-2000    | Miami Heat          | 52–30 (63,4%) | Învinsă în Semifinale pe conferință |
| 2000-2001    | Philadelphia 76ers  | 56–26 (68,3%) | A pierdut Finala NBA                |
| 2001-2002    | New Jersey Nets     | 52–30 (63,4%) | A pierdut Finala NBA                |
| 2002-2003    | New Jersey Nets     | 49–33 (59,8%) | A pierdut Finala NBA                |
| 2003-2004    | New Jersey Nets     | 47–35 (57,3%) | Învinsă în Semifinale pe conferință |
| 2004-2005    | Boston Celtics      | 45–37 (54,9%) | Învinsă în Primul tur               |
| 2005-2006    | New Jersey Nets     | 49–33 (59,8%) | Învinsă în Semifinale pe conferință |
| 2006-2007    | Toronto Raptors     | 47–35 (57,3%) | Învinsă în Primul tur               |
| 2007-2008    | Boston Celtics^     | 66–16 (80,5%) | A câștigat Finala NBA               |
| 2008-2009    | Boston Celtics      | 62–20 (75,6%) | Învinsă în Semifinale pe conferință |
| 2009-2010    | Boston Celtics      | 50–32 (61,0%) | A pierdut Finala NBA                |
| 2010-2011    | Boston Celtics      | 56–26 (68,3%) | Învinsă în Semifinale pe conferință |
| 2011-2012[b] | Boston Celtics      | 39–27 (59,1%) | Învinsă în Finala pe conferință     |
| 2012-2013    | New York Knicks     | 54–28 (65,9%) | Învinsă în Semifinale pe conferință |
| 2013-2014    | Toronto Raptors     | 48–34 (58,5%) | Învinsă în Primul tur               |
| 2014-2015    | Toronto Raptors     | 49–33 (59,8%) | Învinsă în Primul tur               |
| 2015-2016    | Toronto Raptors     | 56–26 (68,3%) | Învinsă în Finala pe conferință     |
| 2016-2017    | Boston Celtics      | 53–29 (64,6%) | Învinsă în Finala pe conferință     |
| 2017-2018    | Toronto Raptors     | 59–23 (72,0%) | Învinsă în Semifinale pe conferință |
| 2018-2019    | Toronto Raptors     | 58–24 (70,7%) | A câștigat Finala NBA               |
| 2019-2020    | Toronto Raptors     | 53–19 (73,6%) | Învinsă în Semifinale pe conferință |